# Micropsectra yunoprima
Micropsectra yunoprima е насекомо от разред Двукрили (Diptera), семейство Хирономидни (Chironomidae).